# Нарва, Трийн
Трийн Нарва (эст. Triin Narva, род. 12 ноября 1994, Таллин) — эстонская шахматистка.

## Биография
Родилась в семье шахматистов. Внучка эстонских шахматистов Бориса Рытова и Мэрике Рытовой, дочь шахматного мастера ФИДЕ Яана Нарва и чемпионки Эстонии по шахматам Регины Нарва, сестра международного мастера среди женщин Май Нарва.
С 2004 по 2011 год двенадцать раз подряд побеждала на юношеских чемпионатах Эстонии по шахматам в разных возрастных группах (U10, U12, U14, U16, U18). С 2003 по 2012 год участвовала в юношеских чемпионатах Европы и Мира в разных возрастных категориях. Лучший результат — бронзовая медаль на чемпионате Европы по блицу в группе до 18 лет (2012). В 2010 году победила на чемпионатах Эстонии по быстрым шахматам и блицу. В чемпионатах Эстонии по шахматам среди женщин завоевала 3 серебряные (2010, 2011, 2012) и 2 бронзовые медали (2009, 2014). Четыре раза представляла Эстонию на шахматных олимпиадах (2010—2016). В 2023 году заняла третье место на чемпионате Эстонии по шахматам среди женщин.
В 2013 году с золотой медалью закончила Гимназию Густава Адольфа.